# Wicked Stepmother
Wicked Stepmother is een film uit 1989 onder regie van Larry Cohen. De film staat erom bekend de laatste film te zien met de legendarische actrice Bette Davis. De film is ook memorabel vanwege Bette Davis' problemen met het scenario. Ze dreigde meerdere keren het project te verlaten als het scenario niet herschreven werd. Hoewel er uiteindelijk aan haar eisen werd voldaan, flopte de film enorm

## Verhaal
Wanneer een jong koppel terugkeert van vakantie, ontdekken ze dat haar vader getrouwd is met Miranda, een kettingrokende heks. Miranda verandert al gauw in een dominante vrouw die de stijl van de familie een volledige ommekeer geeft. Wanneer haar dochter Priscilla op bezoek komt, verandert ze van gedaante: Ze is nu een zwarte kat.

## Rolverdeling
| Acteur          | Personage                              |
| --------------- | -------------------------------------- |
| Bette Davis     | Miranda Pierpoint                      |
| Bárbara Carrera | Priscilla                              |
| Colleen Camp    | Jenny Fisher                           |
| Lionel Stander  | Sam                                    |
| David Rasche    | Steve Fisher                           |
| Richard Moll    | Nathan Pringle                         |
| Seymour Cassel  | Feldshine, eigenaar van de toverwinkel |